# 발효유

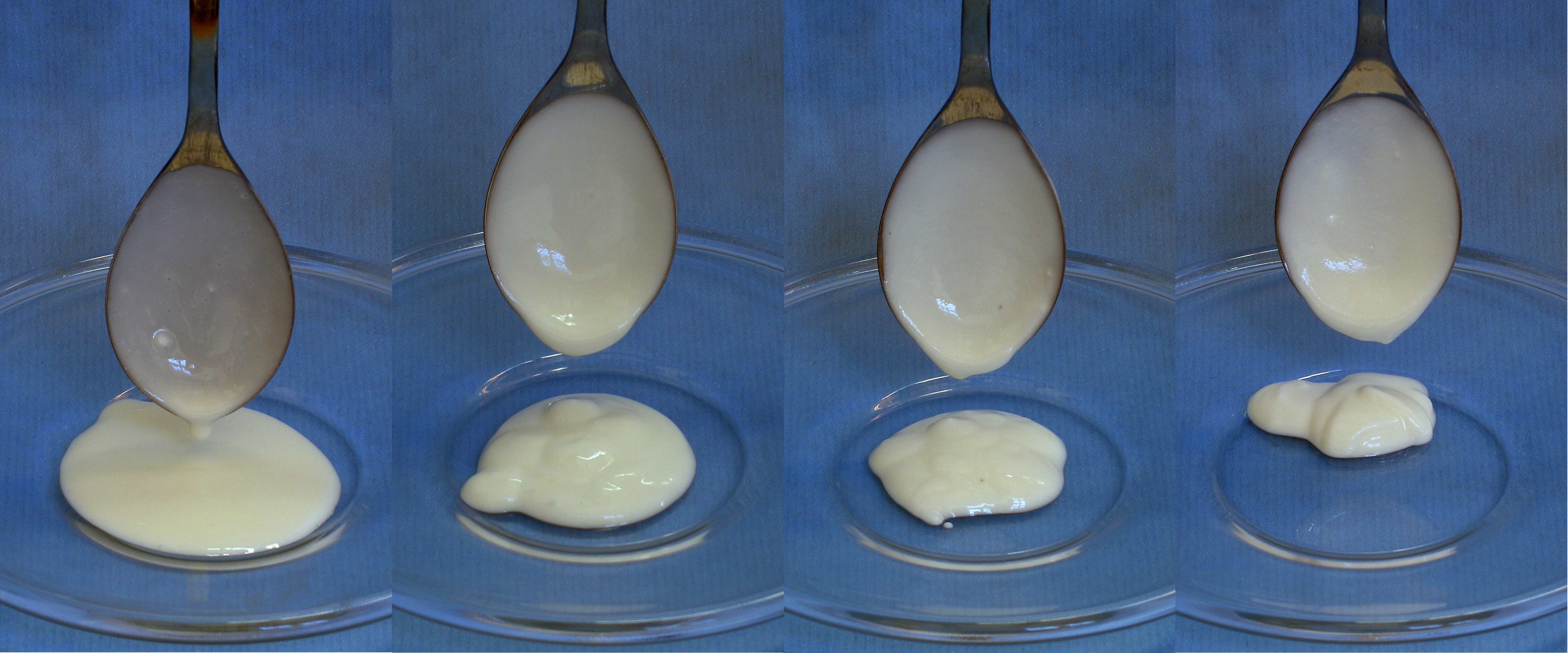

발효유(醱酵乳) 또는 발효유제품(醱酵乳製品)은 젖산균으로 발효된 유제품을 가리키는 말이다. 발효유의 발효 과정은 제품의 유통기한을 늘리며 맛을 좋게 하고 소화율(음식이 몸에서 소화되는 정도)을 높인다. 발효유 제품은 꽤 오래 전부터 생산되었으며 기원전 10000년경부터 생산되었다는 기록도 존재한다.

## 발효유제품
| 나라나 지역       | 이름     |
| ----------------- | -------- |
|                   | 우락유   |
|                   | 응유     |
|                   | 치즈     |
| 남아시아          | 다히     |
| 남아시아          | 라시     |
| 남아시아          | 차스     |
| 남아프리카 공화국 | 아마시   |
| 동유럽            | 케피르   |
| 미국              | 클래버   |
| 서아시아          | 두그     |
| 서아시아          | 라반     |
| 서아시아          | 라브나   |
| 서아시아          | 자미드   |
| 스웨덴            | 필미엘크 |
| 스코틀랜드        | 블란드   |
| 아이슬란드        | 스키르   |
| 인도네시아        | 다디아   |
| 중앙아시아        | 아이란   |
| 중앙아시아        | 요구르트 |
| 중앙아시아        | 찰       |
| 중앙아시아        | 카트크   |
| 중앙아시아        | 쿠루트   |
| 중앙아시아        | 크므즈   |
| 캅카스            | 마춘     |
| 핀란드            | 빌리     |

## 같이 보기
- 산유
- 몽골의 유제품